# Alexander von Salzmann

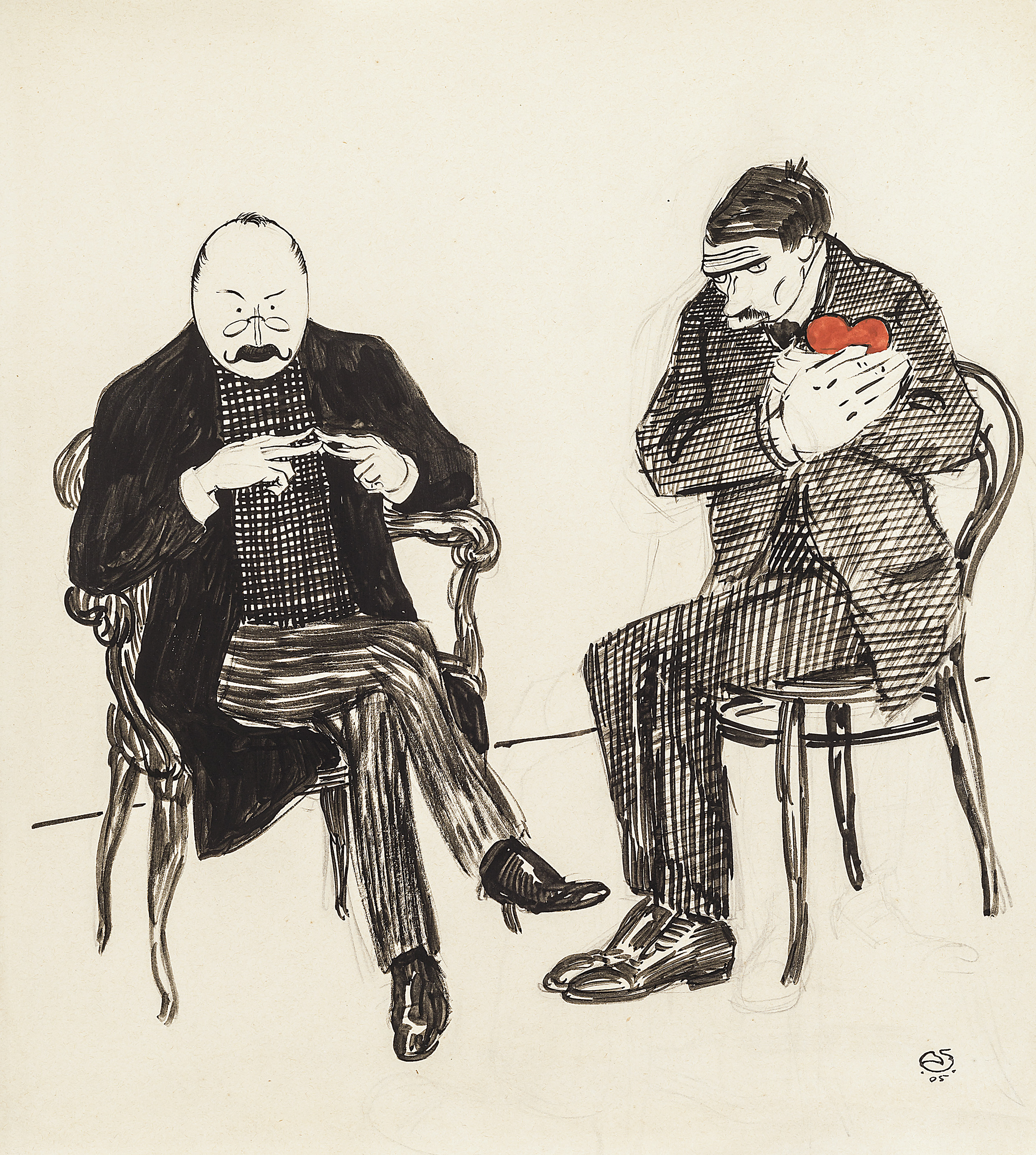
Alexander von Salzmann: Herzschmerz, 1905

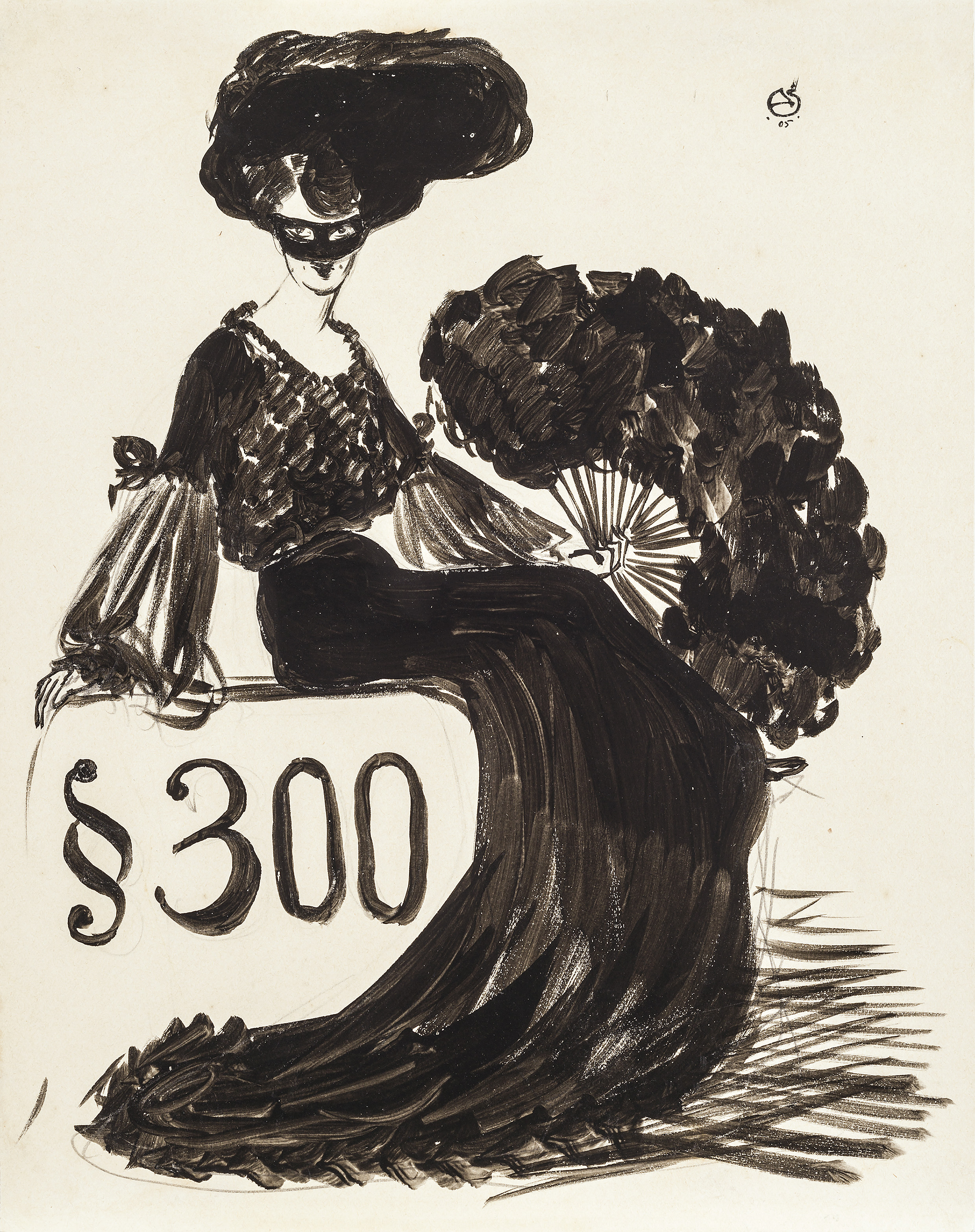
Alexander von Salzmann: Der Hochzeitsparagraph § 300, 1905

Alexander Gustav von Salzmann (* 25. Januar 1874 in Tiflis; † 3. März 1934 in Leysin, Schweiz) war ein russischer Maler, Karikaturist und Bühnenbildner. Etliche seiner Gemälde werden im Kunstmuseum von Tiflis aufbewahrt. Nach 1945 wurden Arbeiten von ihm erstmals wieder ausgestellt, 1983 im Museum Wiesbaden und 2002 im Schloßmuseum Murnau.

## Leben und Werk

### Künstlerische Anfänge
Alexander Salzmanns Vorfahren waren Kaukasiendeutsche. Sie wanderten am Anfang des 19. Jahrhunderts als protestantische Bauern aus Schwaben nach Elisabeththal in Georgien ein, das damals zum Russischen Reich gehörte.
Schon sein Großvater war mit Familie in die Stadt nach Tiflis gezogen. Sein Vater Albert Salzmann (1833–1897) wurde Architekt, heiratete die Tochter eines St. Petersburger Baumeisters. In Tiflis führten sie ein offenes Haus und legten großen Wert auf eine gute Ausbildung ihrer Kinder. Die musischen Neigungen ihres Sohnes Alexander zur Malerei und zur Bühnenkunst wurden schon in jungen Jahren gefördert.

### Studium in Moskau

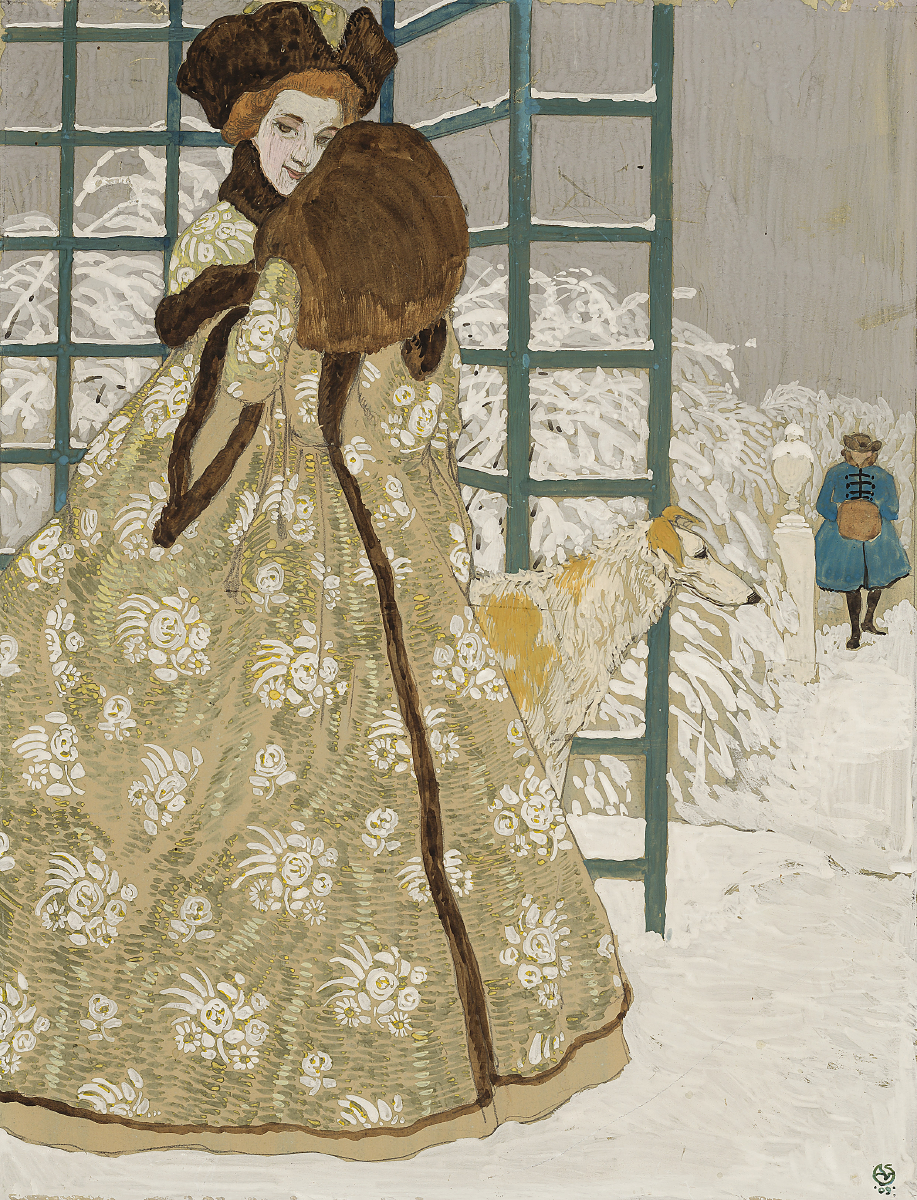
Alexander von Salzmann: In Erwartung, 1909

Als Zweiundzwanzigjähriger begann Salzmann sein Studium der Malerei 1892 in Moskau.

### Studium in München
Am 5. November 1898 schrieb er sich an der Münchener Akademie ein, um sich im Atelier von Franz von Stuck weiterbilden zu lassen. Gleichzeitig arbeitete er für die Zeitschrift Jugend.

### Freischaffender Künstler in München
Um 1900 unterhielt Salzmann ein gemeinsames Atelier in der Findlingstraße 28 mit Adelbert Niemeyer und Carl Strathmann (1866–1939).
1901 nahm er an der ersten Ausstellung der Phalanx teil. Damals spätestens lernte er Wassily Kandinsky kennen und hatte somit die Gelegenheit zur Kontaktaufnahme mit Marianne von Werefkin und Alexej Jawlensky.

### 1903, Reise mit Werefkin in die Normandie
Salzmann reiste Ende August 1903 mit Werefkin nach Frankreich, während Jawlensky in München in der Giselastraße die Wohnung hütete. Zunächst hielten sie sich in der Normandie in dem Badeort Carteret auf. Erwähnenswert sind Gemälde, die Salzmann in der Normandie schuf, die ihn als erstaunlich frühen cloisonnistischen Maler ausweisen.
Auf der Rückreise besuchten sie Paris, wo sie im Louvre besonders die Werke von Whistler, Zuloaga, Manet, Monet, Renoir und Cézanne studierten und bewunderten.

### 1906/07, Wiesbaden
Lange war unbekannt, dass Salzmann zusammen mit seinem nur zwei Jahre älteren Kollegen Fritz Erler 1906/07 im Südflügel des Wiesbadener Kurhauses im sogenannten Muschelsaal arbeitete, um ihn mit dem Freskenzyklus Die vier Jahreszeiten auszumalen.
Seit 1906 war er als freier Mitarbeiter für die „Deutschen Werkstätten für Handwerkskunst GmbH, Dresden und München“ tätig. Er entwarf kunstgewerbliche Gegenstände, unter anderem Textilien.
Vor 1910 veranstaltete Gustav Pauli, der damalige Direktor der Kunsthalle Bremen, „mit großem Erfolg eine Ausstellung seiner leicht hingeworfenen Gouaschmalereien“ in seinem Museum.

### Am Festspielhaus Hellerau
Ab 1910 ist Salzmann am Festspielhaus Hellerau in der zu Dresden gehörenden Gartenstadt Hellerau tätig. Dort wurde er einer der wichtigsten Mitarbeiter des Komponisten Émile Jaques-Dalcroze, dem Begründer der rhythmisch-musikalischen Erziehung, und des Bühnenbildners und Architekten Adolphe Appia. Salzmann profilierte sich insbesondere „als Beleuchtungsinspekteur. Bei den pantomimischen Aufführungen des Bühnenhauses wurde die Szene durch große prismenförmige Körper gegliedert, die nach Bedarf kulissenartig aufgestellt oder treppenförmig geschichtet wurden. Im Innern dieser aus Holz leicht gebauten mit Rupfen bespannten Körper hatte Salzmann Glühlampen verteilt, die leicht umgeschaltet werden konnten“, um die verschiedensten Lichteffekte zu erzielen.
1912 lernte Salzmann in Hellerau die am Genfer Konservatorium ausgebildete Komponistin, Pianistin und Balletteuse Jeanne Allemand kennen. Das Paar heiratete im selben Jahr in Genf.

### Tiflis

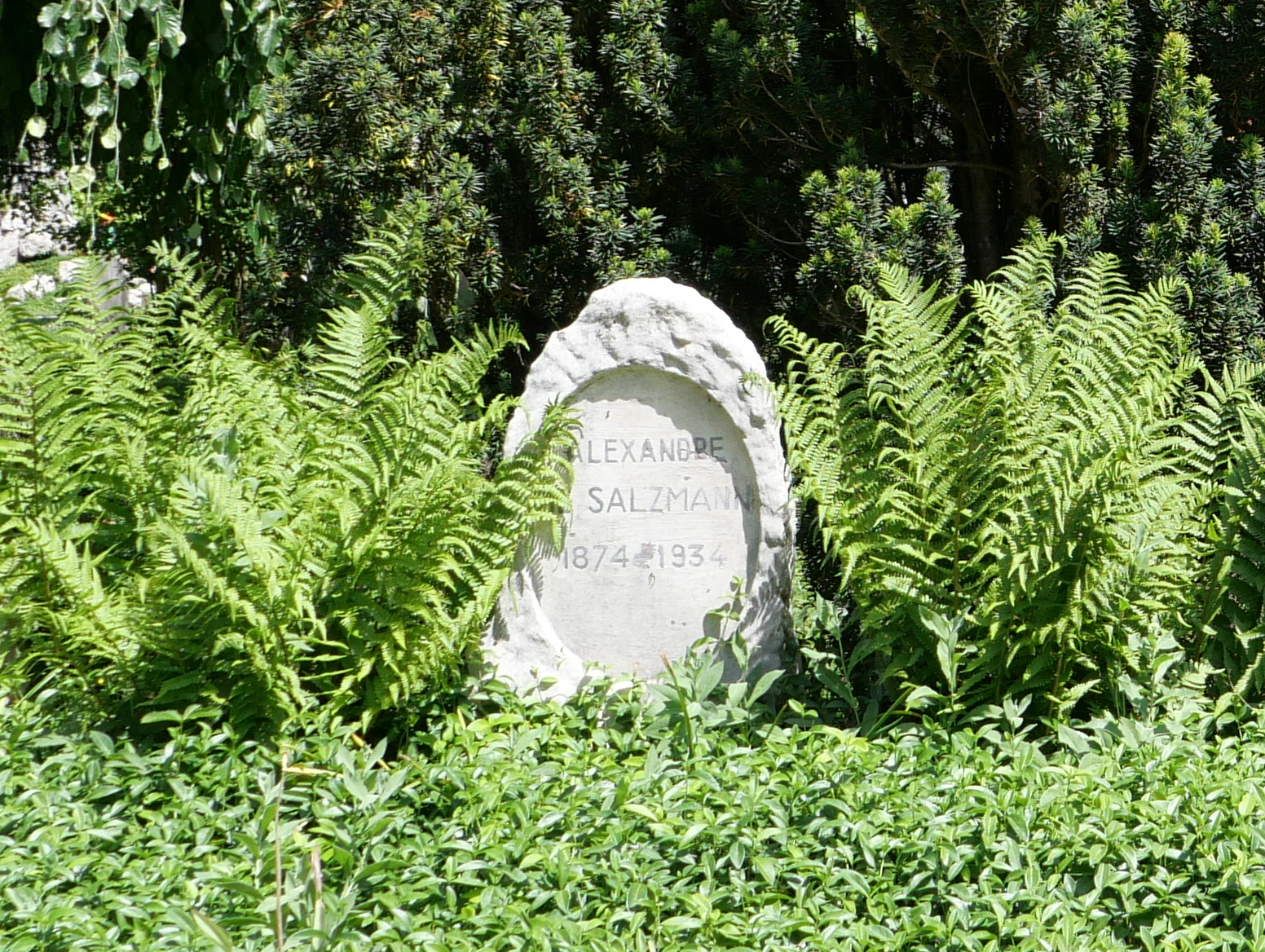
Salzmanns Grab auf dem Cimetière des Rois in Genf

1917 zog Salzmann mit seiner Frau nach Tiflis, wo sie eine Tanz- und Musikschule eröffneten. Dort entwarf er für mehrere Theateraufführungen Kostüme und Bühnenbilder. 1919 traf das Paar auf den russischen Komponisten Thomas von Hartmann, der sie wiederum mit dem Esoteriker, Choreographen und Komponisten Georges I. Gurdjieff bekannt machte.

### Paris
1921 wurde Salzmann an das Théâtre des Champs-Élysées nach Paris berufen, wo er das in Hellerau entwickelte Beleuchtungssystem mit Erfolg erweiterte. Darüber hinaus betätigte er sich im Antiquitätenhandel. In jenen Jahren arbeitete er auch mit den Surrealisten Josef Šíma und René Daumal zusammen.
1934 starb Alexander von Salzmann im Sanatorium „Le Belvédère“ in Leysin in der Schweiz an Tuberkulose.

## Salzmann und der Japonismus
Die Japonismus-Ausstellung des Schloßmuseums Murnau entdeckte 2011 Salzmann erstmals als Japonisten. Zum Erstaunen der Fachwelt stellte man fest, dass sich dieser Künstler weit früher als beispielsweise seine Kollegen von der Neuen Künstlervereinigung München stilistisch an der fernöstlichen Kunst orientierte. 
Von japanischen Farbholzschnitten übernahm er u. a. die Art seine Darstellungen auf dem Bildträger – wie es auch Jawlensky tat – mit Pinselstrichen zu rahmen. 
Ebenso benutzte er das extreme Hochformat, selbst bei Bildern mit russischer Ikonographie. 
Figuren, Häuser und Gegenstände schnitt er in seinen Malereien sehr gerne an und versah sie mit kräftigen Konturen. 
Bereits 1902 praktizierte Salzmann die Gepflogenheit, seine Signatur oder Monogramm mit ostasiatischen Schriftzeichen zu ergänzen. Ab 1908 sollte beispielsweise auch Franz Marc dieser Mode folgen, indem er seine Briefe und Postkarten mit chinesischen und japanischen Specksteinen abstempelte, in die er seinen Namen – möglicherweise selbst in verballhornter – ostasiatischer Schrift geschnitten hatte.